# SMS Prinzess Wilhelm
Le SMS Prinzess Wilhelm, ou SMS Prinzeß Wilhelm, est un croiseur protégé de la Marine impériale allemande. Il est construit sur le chantier naval impérial Friedrich Krupp de Kiel (Allemagne) dans les années 1880.

Il porte le nom de Princesse Wilhelm en l'honneur de l'épouse de Guillaume Ier d'Allemagne, premier empereur de l'Empire allemand. Il a comme sister-ship le SMS Irene.

## Histoire
À son lancement, le Prinzess Wilhelm est affecté à la IIe Division de la flotte jusqu'en 1891. Début 1892, il entreprend un voyage au Royaume-Uni, puis en Espagne, en Italie et en Égypte jusqu'en novembre 1892. 

Il rentre à Wilhelmshaven pour subir une modernisation de son armement. Puis il sert deux ans en tant que navire-école en mer du Nord et dans la Baltique.
En avril 1895, le Prinzess Wilhelm est envoyé en Asie pour rejoindre, au début de juillet, l'escadre de l'Extrême-Orient (Ostasiengeschwader). 

En novembre 1897, deux missionnaires catholiques allemands, les PP. Nies et Henle, sont assassinés à la mission de la Société du Verbe-Divin en Chine, créant le prétexte de la fondation d'une base allemande en Chine, par la concession de Kiaou-Tchéou. Une petite escadre, sous le commandement du contre-amiral Otto von Diederichs, composée de la frégate blindée SMS Kaiser, du croiseur léger SMS Cormoran et du SMS Prinzess, avec l'appui tardif du SMS Irene, occupent le port de Tsingtau le 14 novembre. Diederichs est promu vice-amiral et nommé chef de l'escadre de l'Asie orientale. 
En avril 1899, le Prinzess Wilhelm quitte son stationnement d'Extrême-Orient pour un voyage de retour en Europe. Il atteint Wilhelmshaven le 22 juillet 1899.  
À partir de 1914, il reste au mouillage à Dantzig en tant que ponton. Il est détruit en 1922.